# Vindelns kommunala realskola
Vindelns kommunala realskola var en kommunal realskola i Vindeln verksam från 1949 till 1967.

## Historia
Skolan bildades som en högre folkskola som 1947 ombildades till en kommunal mellanskola som 1 juli 1952 ombildades till en kommunal realskola.
Realexamen gavs från 1949 till 1967.